# ثيلما تيري
ثيلما تيري (بالإنجليزية: Thelma Terry)‏ هي عازفة الجاز أمريكية، ولدت في 30 سبتمبر 1901 في بانغور في الولايات المتحدة، وتوفيت في 30 مايو 1966 في ميشيغان في الولايات المتحدة.

## وصلات خارجية
- ثيلما تيري على موقع ميوزك برينز (الإنجليزية)
- ثيلما تيري على موقع أول ميوزيك (الإنجليزية)
- ثيلما تيري على موقع ديسكوغز (الإنجليزية)
- ثيلما تيري على موقع ديسكوغز (الإنجليزية)